# Trinitrophénol
Le trinitrophénol est un composé aromatique constitué d'un cycle benzénique substitué par un groupe hydroxyle et trois groupes nitro. Il existe sous la forme de six isomères dont le plus courant est le 2,4,6-trinitrophénol, plus connu sous le nom d'acide picrique.
| Trinitrophénol  |                      |                      |                                     |                      |                                       |                      |
| Nom             | 2,3,4-Trinitrophénol | 2,3,5-Trinitrophénol | 2,3,6-Trinitrophénol                | 2,4,5-Trinitrophénol | 2,4,6-Trinitrophénol (Acide picrique) | 3,4,5-Trinitrophénol |
| Représentation  |                      |                      |                                     |                      |                                       |                      |
| Numéro CAS      | 243141-93-7          | 609-76-7             | 603-10-1                            | 610-26-4             | 88-89-1                               | 322765-67-3          |
| PubChem         | 13878536             | 18329135             | 3013916                             | 12293278             | 6954                                  | 15346089             |
| Formule brute   | C6H3N3O7             | C6H3N3O7             | C6H3N3O7                            | C6H3N3O7             | C6H3N3O7                              | C6H3N3O7             |
| Masse molaire   | 229,11 g mol−1       | 229,11 g mol−1       | 229,11 g mol−1                      | 229,11 g mol−1       | 229,11 g mol−1                        | 229,11 g mol−1       |
| Point de fusion |                      |                      | 119 à 120 °C                        |                      | 122 °C                                |                      |
| SGH             |                      |                      | stabilisé avec 40 % d'eau Attention |                      | Attention                             |                      |
| Phrase H et P   |                      |                      | H228, H301 et H311                  |                      | H201, H301, H311 et H331              |                      |
| Phrase H et P   |                      |                      | P210 et P312                        |                      | P210, P280 et P312                    |                      |